# Tutto e niente (album Ania)
Tutto e niente è l'album di debutto della cantautrice italiana Ania, pubblicato l'8 maggio 2006.

## Tracce
1. Hello?
2. Pezzi di vetro
3. Tutto e niente
4. Toglimi l'anima
5. Dagli occhi
6. È tempo
7. Face to face
8. Fino alla fine
9. Mi rubi
10. Odi et amo
11. Notturno a cielo aperto